# Sheenah Ko
Pour les articles homonymes, voir Ko.
 (juin 2024).
La mise en forme du texte ne suit pas les recommandations de Wikipédia : il faut le « wikifier ».
Les points d'amélioration suivants sont les cas les plus fréquents :
- Les titres sont pré-formatés par le logiciel. Ils ne sont ni en capitales, ni en gras.
- Le texte ne doit pas être écrit en capitales (les noms de famille non plus), ni en gras, ni en italique, ni en « petit »…
- Le gras n'est utilisé que pour surligner le titre de l'article dans l'introduction, une seule fois.
- L'italique est rarement utilisé : mots en langue étrangère, titres d'œuvres, noms de bateaux, etc.
- Les citations ne sont pas en italique mais en corps de texte normal. Elles sont entourées par des guillemets français : « et ».
- Les listes à puces sont à éviter, des paragraphes rédigés étant largement préférés. Les tableaux sont à réserver à la présentation de données structurées (résultats, etc.).
- Les appels de note de bas de page (petits chiffres en exposant, introduits par l'outil «  Source ») sont à placer entre la fin de phrase et le point final[comme ça].
- Les liens internes (vers d'autres articles de Wikipédia) sont à choisir avec parcimonie. Créez des liens vers des articles approfondissant le sujet. Les termes génériques sans rapport avec le sujet sont à éviter, ainsi que les répétitions de liens vers un même terme.
- Les liens externes sont à placer uniquement dans une section « Liens externes », à la fin de l'article. Ces liens sont à choisir avec parcimonie suivant les règles définies. Si un lien sert de source à l'article, son insertion dans le texte est à faire par les notes de bas de page.
- La présentation des références doit suivre les conventions bibliographiques. Il est recommandé d'utiliser les modèles {{Ouvrage}}, {{Chapitre}}, {{Article}}, {{Lien web}} et/ou {{Bibliographie}}. Le mode d'édition visuel peut mettre en forme automatiquement les références.
- Insérer une infobox (cadre d'informations à droite) n'est pas obligatoire pour parachever la mise en page.

Pour une aide détaillée, merci de consulter Aide:Wikification.
Si vous pensez que ces points ont été résolus, vous pouvez retirer ce bandeau et améliorer la mise en forme d'un autre article.
Sheenah Ko est une autrice-compositrice-interprète, claviériste et percussionniste originaire de Toronto en Ontario.

## Biographie

### Jeunesse et formation
Sheenah Ko naît à Toronto, au Canada, d'un père chinois et d'une mère irlandaise. Elle commence son parcours éducatif à Toronto, fréquentant les écoles primaires Brimwood Elementary et Sir Alexander Mackenzie dans le quartier Scarborough. À l'adolescence, elle déménage au Nouveau-Mexique pour poursuivre ses études secondaires à la Gallup High School, une école ayant la plus grande concentration de population autochtone aux États-Unis, principalement composée d'étudiant-es Navajos. Durant cette période, elle joue des percussions et du vibraphone dans le big band de l'école, développant ainsi ses talents musicaux. Après une courte période au Texas, Sheenah décide de poursuivre des études en gestion des affaires à l'université de Regina en Saskatchewan.

### Début de carrière et collaborations
En 2014, Sheenah déménage à Montréal, au Québec, pour se consacrer entièrement à la musique. Elle s'intègre rapidement dans la scène musicale montréalaise, se liant d'amitié avec des artistes comme The Barr Brothers. Elle rejoint ensuite le groupe The Besnard Lakes, où elle se distingue en tant que claviériste. En plus de ses performances avec The Besnard Lakes, Sheenah tourne avec Thor Harris (Swans), Kevin Hearn (en) (Barenaked Ladies), Bedouin Soundclash, Vincent Vallières et d'autres artistes notables.
En 2019, lorsque la pandémie de Covid-19 met abruptement fin à ses tournées prévues, Sheenah décide de se concentrer sur son projet solo. Cela l'amène à s'inscrire à une résidence musicale au Centre d'Expérimentation Musicale à Chicoutimi, dans la région du Saguenay-Lac-Saint-Jean. Elle tombe en amour avec l'endroit et décide de s'y installer de manière permanente.

### Carrière solo
Sheenah Ko lance sa carrière solo avec son premier EP Let Go en 2014, suivi de Free en 2018 et Connection Live en 2020. Son premier album solo, Nowhere in Time, sort en 2020 et se distingue en obtenant une place dans le Top 10 des charts électroniques de la radio universitaire canadienne (NCRA). Le clip de son single Wrap Me Up, remporte le prix de la meilleure chorégraphie (Best Choreography in a Video) aux UK Music Video Awards en 2021 et obtient une nomination pour le prix vidéo de l'année aux Juno Awards 2021.
En 2022, elle performe au prestigieux festival Mutek.
En 2023, Sheenah sort son deuxième album, Future Is Now, produit depuis sa nouvelle résidence à Saguenay. Cet album, avec les touches finales de coproduction de Steeven Chouinard (Le Couleur) et Ryan Battistuzzi, est accompagné de sept clips musicaux visuellement époustouflants. Deux de ces vidéos sont nommées pour des prix, et l'album lui-même remporte le prix de l'album pop de l'année aux GAMIQ 2023 (Gala alternatif de la musique indépendante du Québec). En 2024, elle sort le single Tout Croche.

### Projets futurs
En 2024, Sheenah prévoit sortir un album entièrement bilingue en français et en anglais, repoussant les limites de ses capacités de composition. En collaboration avec Félix Petit (Hubert Lenoir), elle cherche à briser les conventions et à créer un chef-d'œuvre musical encore plus énergique et distinctif. Elle y ajoute du saxophone, de la trompette et de la guitare, et sa voix sera présentée avec moins « d'artifices » qu'à l'habitude, selon une entrevue avec Le Quotidien  et l'artiste.
Sheenah Ko participera au festival Le culte de Port-Alfred qui est prévu pour le 2 août 2025.

## Récompenses et distinctions
- Future Is Now est récompensé du prix de l'album pop de l'année aux gala alternatif de la musique indépendante du Québec (GAMIQ) 2023.
- Le clip Wrap Me Up est primé pour la meilleure chorégraphie aux UK Music Video Awards 2021 et nommé aux Juno Awards 2021.
- Sheenah remporte plusieurs showcases et soutiens créatifs par CALQ, le Conseil des Arts du Canada et Factor.

## Performances et tournées
Sheenah Ko est également reconnue pour ses performances live immersives,, où elle utilise souvent des visuels et des installations lumineuses pour créer une expérience sensorielle complète. Son spectacle vivant est une aventure pop vibrante et éthérée, mélangeant des éléments psychédéliques et jazz, laissant une place importante à l'improvisation et à la danse.